# Gavó espinós
L'ungla de gat (Ononis spinosa L.) és un arbust de la família Fabaceae.

## Etimologia
El seu nom onos significa 'ase' en grec, a causa de l'afecció d'aquest animal per rebolcar-se damunt de la planta amb la finalitat d'alleugerar les seves picors gràcies a la seva textura aspra i espinosa.

## Noms vernacles
Rep nombrosos noms vernacles: abriüll, adragó, adragull, adrul, adrull, agagó, agaó, ardagull, aturabou, augó, balonaga, bornaga, brunaga, cadell, candell, dent de bou, escanyabocs, gaó, gavó, ugó i ungla de gat. També s'anomena afrontacavadors o afrontallauradors per les dificultats que pateixen els camperols per erradicar-la dels seus camps de conreu.

## Morfologia

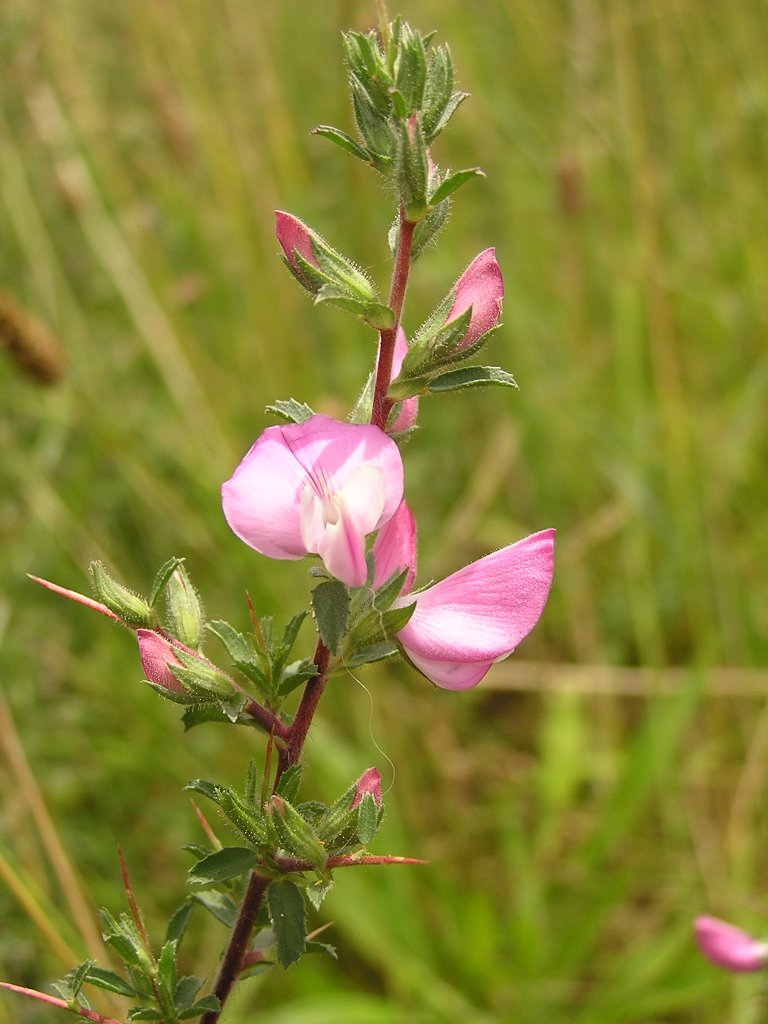
Ononis spinosa

La forma vital de Raunkiaer és camèfit. Ononis spinosa és un arbust perenne, espinós, sufruticós, llenyós a la base i herbaci a la resta i ascendent. Mesura entre 10-80 cm d'alçada. Presenta una rel en forma de rizoma, ramificat i retorçat. S'estén amb gran facilitat pel subsòl, adquirint unes dimensions considerables.
La tija està densament coberta per petits brots que acaben amb espines rectes que poden arribar a mesurar 2 cm de llarg i, per tant, ser més llargues que les mateixes fulles. És més o menys pilosa, amb pèls glandulars que formen una o dues fileres denses, però amb l'edat es va tornant glabre.
Les fulles, alternes, són vegetatives, de mida i forma molt variable, parcialment peciolades i de marge dentat. Les de la part inferior i central són compostes, trifoliades, de 8-35 mm de llarg i 4-10 mm d'amplada; el·líptiques. Les de la part superior no estan dividides. Presenta estípules que es fusionen amb el pecíol foliar que es dilata en la base en forma de beina.
La flor és hermafrodita, monoica. Té un periant diferenciat, de color rosat o vermell púrpura, ocasionalment blanc. La corol·la és dialipètala i zigomorfa de tipus papilionàcia i mesura entre 10-15 mm de diàmetre. L'estendard és de 15-25 mm de llarg i 8-11 mm d'ample, arrodonit per l'extrem superior i glabre. El calze és de 7-10 mm de llarg, acampanat, pentasèpal i dialisèpal, amb llarga pilositat glandular. L'androceu té 10 estams disposats en la forma (9) + 1 i és diadelf. El gineceu és súper i monocarpel·lar. Presenta una inflorescència racemosa en forma d'espiga.
El fruit és un llegum de color ocre de 6-10 mm de llarg i 5-6 mm d'ample, pla i amb pilositat glandular. Té entre 1-3 llavors arrodonides, berrugoses i verdoses.

## Ecologia
El gavó espinós és un arbust present a la major part d'Europa i també a l'Àsia occidental i al nord d'Àfrica. A la península Ibèrica habita preferentment a la part nord. Es troba en pasturatges nitrificats, en les vores dels boscs, marges dels camins, zones ermes… Creix sobre substrats preferentment secs, calcaris o gravosos. Des del nivell del mar fins als 600 m d'altitud. La floració es dona durant els mesos de juny a setembre. A primers de juny, abans de florir, cal aprofitar quan llauren els camps de cultius per arreplegar-ne les arrels (Radix ononidis). Després d'una neteja acurada, es talla en sentit longitudinal. Es pot assecar en un lloc ben ventilat o bé en un assecador amb una temperatura moderada (un excés calorífic podria reduir els seus efectes terapèutics). L'arrel dessecada és trencadissa. Per extraure al màxim els principis actius d'aquesta planta, cal utilitzar la infusió, ja que la decocció pot malmetre els principis actius.

## Farmacologia
Les parts utilitzades són les arrels i les summitats florides.

### Composició química
Conté:
- Isoflavones. Isoflavones lliures com: formononetina, genisteina, biochanina o maquianina. També apareixen glucòsids d'isoflavones com: trifolirizina (7-O-glucosil-maquianina), ononina (7-O-glucosil-formononetina), 7-O-glucosil-homopterocarpina i ésters d'aquests glucòsids com: ononí-6-malonil-éster.
- Oli essencial
- Triterpens. Entre altres apareix l'alfa-onocerina (alfa-onoceradiendiol)
- Proteïnes (lectines).

### Usos medicinals
Té usos medicinals en estats on cal un augment de la diüresi, disquinesies hepatobiliars i colecistitis. Pel que fa a l'augment de la diüresi s'utilitza en:
- afeccions genitourinàries (cistitis, ureteritis, uretritis, pielonefritis, oligúria, urolitiasis)
- hiperazotemia
- hiperuricèmia
- gota
- hipertensió arterial
- edema
- obesitat acompanyada de retenció de líquids

### Accions farmacològiques / propietats
- Diurètic, augmenta l'eliminació d'orina per la presència dels olis essencials.
- Salurètic
- Azotúric
- Sudorífic
- Astringent (antidiarreic, cicatritzant)
- Acció colagoga
- Agonista estrogènic, presenta una activitat agonista parcial davant dels receptors estrogènics.

### Toxicitat
No és una espècie tòxica però no s'ha de prendre en estat pur. Només s'ha de prendre amb prescripció mèdica i sota control mèdic, ja que pot causar una descompensació tensional. Per tant, cal vigilar en utilitzar-la en presència de cardiopaties o hipertensió arterial. S'aconsella l'ús discontinu.

## Usos
El gavó espinós atrau a un gran nombre d'heteròpters depredadors (planta insectari), sobretot de mírids i nàbids, durant l'estiu. Per això, seria interessant tindre-la en horts i camps de cultiu.